# Census Area di Dillingham
La Census Area di Dillingham, in inglese Dillingham Census Area, è una census area dello stato dell'Alaska, negli Stati Uniti, parte dell'Unorganized Borough. La popolazione al censimento del 2000 era di 4.922 abitanti.

## Geografia fisica
La census area si trova nella parte sud-occidentale dello stato. Lo United States Census Bureau certifica che la sua estensione è di 54.204 km², di cui 5.837 km² coperti da acque interne.

### Suddivisioni confinanti
- Census Area di Bethel - nord-ovest
- Borough di Lake and Peninsula - est

## Centri abitati
Nella Census-area di Dillingham vi sono 7 comuni (city) e 3 census-designated place.

### Comuni
- Aleknagik
- Clark's Point
- Dillingham
- Ekwok
- Manokotak
- New Stuyahok
- Togiak

### Census-designated place
- Koliganek
- Portage Creek
- Twin Hills